# Antonio Vázquez Jiménez
Antonio Vázquez Jiménez (Zamora, 25 de mayo de 1944) es un político español del Partido Popular (PP) que fue alcalde de la ciudad de Zamora entre  1995 y 2007, senador en la legislatura 2004-2008 y diputado nacional desde 2008 hasta 2015.

## Biografía
La trayectoria profesional de Vázquez estuvo en sus inicios estrechamente vinculada con el sector financiero. Empezó siendo funcionario del Banco de España, organismo para el que trabajó durante el periodo 1971-1983. Con posterioridad desempeñó diversos puestos directivos, como el de director general de Caja Rural de Ávila (1983-1988) y el de director regional de Caja Duero en Zamora (1988-1995).
Su trayectoria política comenzó en 1995, cuando aceptó ser el candidato del Partido Popular a la alcaldía de Zamora. En sus primeras elecciones, las municipales de mayo de 1995, su candidatura obtuvo el respaldo de la mayoría absoluta de los votantes, al contar con 17.654 votos, es decir, el 52,52% de los votos útiles del electorado zamorano. Mantuvo la alcaldía durante otros dos mandatos, al resultar reelegido tras las elecciones municipales de 1999 y 2003. 
Durante su último gobierno municipal, además presidió la Federación Regional de Municipios y Provincias de Castilla y León. 
Con posterioridad dio el salto a la política nacional, al ser senador en la legislatura 2004-2008 y diputado nacional desde el 2008 hasta octubre de 2015, cuando, aparentemente abandona la política activa.